# Alzatea
Alzatea is een geslacht uit de familie Alzateaceae. Het geslacht telt een soort die voorkomt in centraal- en westelijk Zuid-Amerika.

## Soorten
- Alzatea verticillata Ruiz & Pav.